# Соломон Розанис
Соломон Розанис е български юрист и върховен съдия.

## Биография
Роден е на 9 ноември 1919 г. в Русе, потомък е на евреи-сефаради, с родословие от испанското селище Кастелви де Розанес, в близост до Барселона. Той е най-малкият от 4 деца, единствен остава в България след изселването на семейството му в Израел в началото на 1950-те години.
През 1938 г. се записва като студент по право в Софийския университет, а се дипломира едва в 1945 г., тъй като следването му съвпада с репресиите срещу евреите. Съдийската си практика започва в Русенския окръжен съд, на който става председател през 1960 г. От 1966 до 1992 г. е върховен съдия по граждански дела във Върховния съд.